# Intechcentras

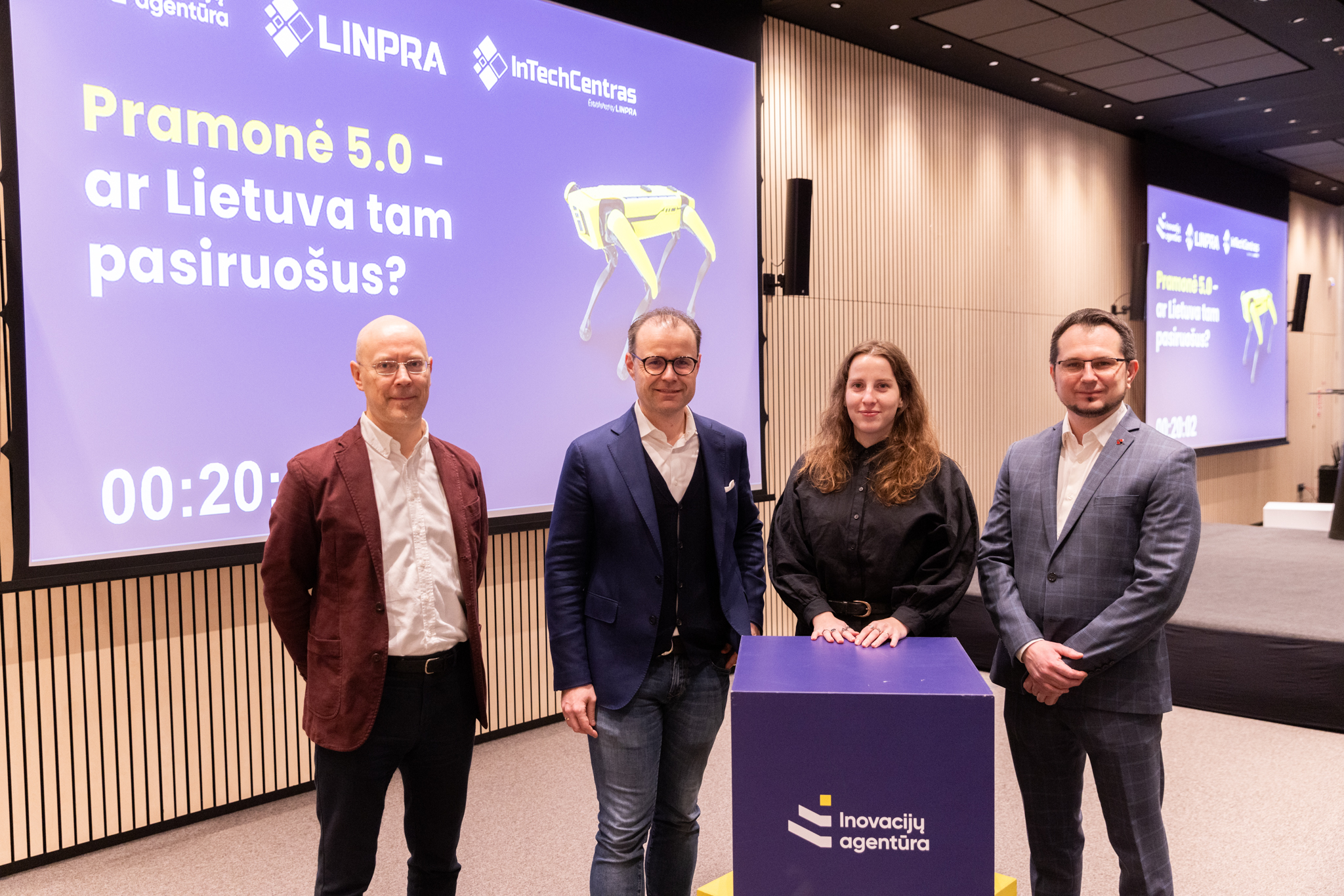
Intechcentras föreläsning om EU:s Industry 5.0

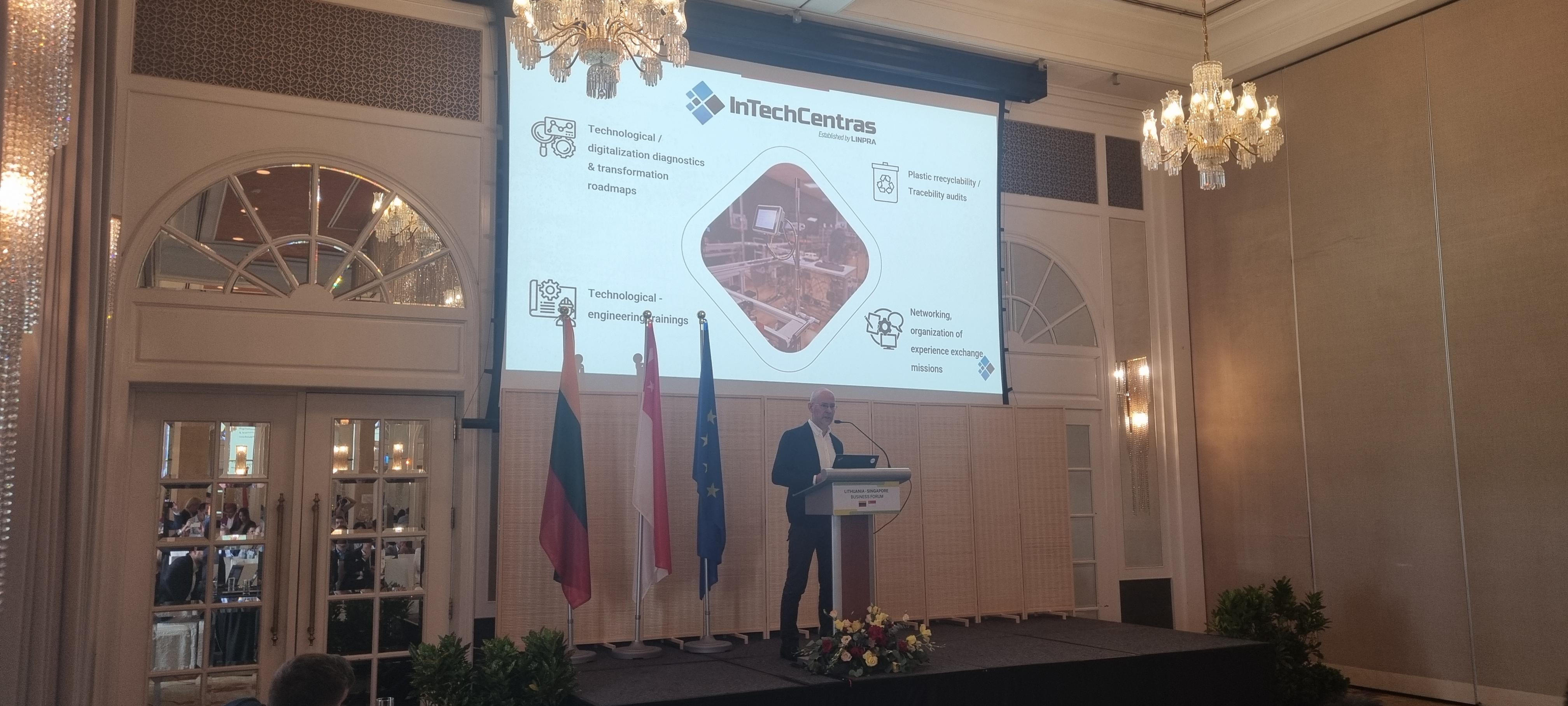
Intechcentras föreläsning vid 2024 Litauen - Singapore affärsforum

Intechcentras, vanligen förkortat ITC, är en litauisk organisation och Litauens främsta kompetenscentrum för digital transformation och innovativa tillverkningsmetoder. Organisationen tillhandahåller stöd-, rådgivnings- och utbildningstjänster som främst syftar till att främja modern digital teknik, återvinning och  hållbarhet.
Det är Litauens primära nav för flera av EU kunskaps- och innovationsinitiativ för avancerad tillverkning, däribland EDIH och DIH. Intechcentras samarbetar också med företag kring innovationsprojekt och prototyper, genomför experiment och bistår i FoU-projekt.

## Översikt
Intechcentras grundades av Linpra år 2007 i syfte att öka industriföretagens konkurrenskraft och främja avancerade tillverkningsmetoder. Under de första tio åren har man tillhandahållit tjänster till mer än 300 industriföretag, utbildat flera tusen personer och arrangerat mer än 1200 utbildningar. Utbildningar arrangeras ofta i samarbete med utländska experter.
Flera Intechcentras projekt har lyfts fram som framgångsexempel av Europeiska institutet för innovation och teknik.

## Miljöcertifieringar
Intechcentras är ett ackrediterat certifieringsorgan för plaståtervinning, med verksamhet i alla EU-länder. Intechcentras certifierar i enlighet med Recyclass-metoden, som bedömer hela avfallshanteringskedjan.